# Царский курган (Шымкент)
Царский курган (каз. Патшалық оба), также «Караван-сарай» — памятник археологии в городе Шымкенте на пересечении улиц Т. Рыскулова и Д. Конаева. Входит в список памятников истории и культуры местного значения.
Впервые курган был обследован в 1940 году экспедицией Джамбулского археологического пункта (Г. И. Пацевич).
В плане курган представляет возвышенную площадку овальной формы, слегка вытянутую на запад-восток со сторонами 70×45 м и высотой 1,5—2 м. В центре площадки возвышение размером 15×13 м и высотой до 5 м. Керамический материал кургана очень беден и невыразителен. Закраины и поверхность частично потревожены современной хозяйственной деятельностью человека.